# Lincoln Futura
La Lincoln Futura è una concept car, mai prodotta in serie, progettata dalla Lincoln Division della Ford Motor Company. Venne realizzata a Torino dalla Ghia e venne mostrata a tutti i saloni automobilistici del 1955.
Da essa deriva la Batmobile che appare nella serie televisiva Batman degli anni sessanta, modificata da George Barris.

## Storia
Lo stile della Futura era stravagante ed eccessivo anche per i canoni delle vetture americane degli anni cinquanta. L'abitacolo era coperto da due cappottine in plastica trasparente, i gruppi fari anteriori erano montati su due enormi pod e sulla parte posteriore spiccavano due grandi pinne inclinate verso l'esterno. L'autovettura, a differenza di altre concept car, era perfettamente funzionante e poteva essere guidata. Il colore originale della vettura era il bianco.
La Futura fu una vettura da esposizione di grande successo e questo significò per la Ford un grande ritorno pubblicitario. Furono molti i modellini e le automobiline giocattolo realizzati sulla Futura. Inoltre alcune sue particolarità, quali i grandi pod anteriori e le pinne posteriori, vennero utilizzate, seppure in forme più contenute, sulle vetture di produzione Lincoln del 1956 e 1957.
La vettura giocò anche un ruolo importante nel film del 1959 Cominciò con un bacio, con Debbie Reynolds e Glenn Ford. Per l'occasione la vettura venne verniciata di rosso.
Dopo questa ultima apparizione si persero le tracce dell'auto e si supponeva che fosse stata demolita, destino comune di molte concept car dell'epoca. Invece, in qualche modo, finì nelle mani di George Barris, uno dei più grandi personalizzatori di auto, che la conservò per diversi anni nella sua collezione.
In seguito George Barris modificò la Lincoln Futura per ottenere la Batmobile che appare nella serie televisiva Batman prodotto tra il 1966 e il 1968, realizzandone inoltre altre due copie in vetroresina. Gli fu infatti commissionata la realizzazione, nel più breve tempo possibile, della vettura del "dinamico duo" ed egli utilizzò la Lincoln Futura per la sua inusuale forma alata. La Batmobile venne realizzata in sole 6 settimane. Negli anni novanta Bob Butts realizzò una replica dell'originale.